# Тонконог Талиева
Тонконог Талиева, или Келерия Талиева (лат. Koeleria talievii) — многолетнее травянистое растение, вид рода Тонконог (Koeleria) семейства Злаки (Poáceae). Включен в Красную Книгу Украины.
По данным The Plant List на 2013 год, название Koeleria talievii Lavrenko является синонимом действительного названия Koeleria macrantha (Ledeb.) Schult.

## Ареал и среда обитания
Эндемик Среднерусской возвышенности и бассейна Северского Донца. Как правило растет на верхних задернованных площадках и по пологим ложбинам склонов меловых обнажений.

## Описание
Многолетнее растение. Высотой от 20 до 50 см. Образует рыхлые дерновники. Генеративные побеги голые, только под метёлкой иногда пушистые; при основании луковицеобразно утолщённые от влагалищ отмерших листьев. Влагалища стеблевых листьев голые.
Листья вегетативных побегов плоские, сизоватые, твёрдые, голые, шириной 1,5—2 мм и длиной 3—3,5 см, сверху густо покрытые шипами.
Метёлки от 5 до 10 см длиной и от 5 до 8 мм шириной. Колоски 5—6 мм длиной, 2—3-цветковые. Колосковые чешуи островатые, неравные: верхняя колосковая чешуя 4,5—5,5 мм длиной, нижняя — 4—5 мм длиной; нижняя колосковая чешуя заострённая, на спинке до половины опушённая.
Размножается семенами.

## Охрана
Помимо Красной Книги Украины, включен в Красные книги следующих субъектов РФ: Волгоградская область, Курская область, Ростовская область, а также Донецкой области Украины.